# Карманный протектор

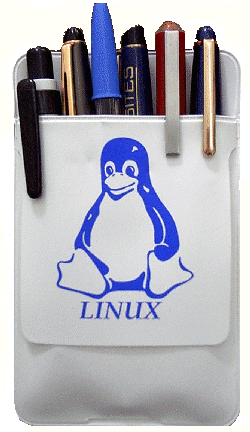
Карманный протектор с логотипом операционной системы Linux

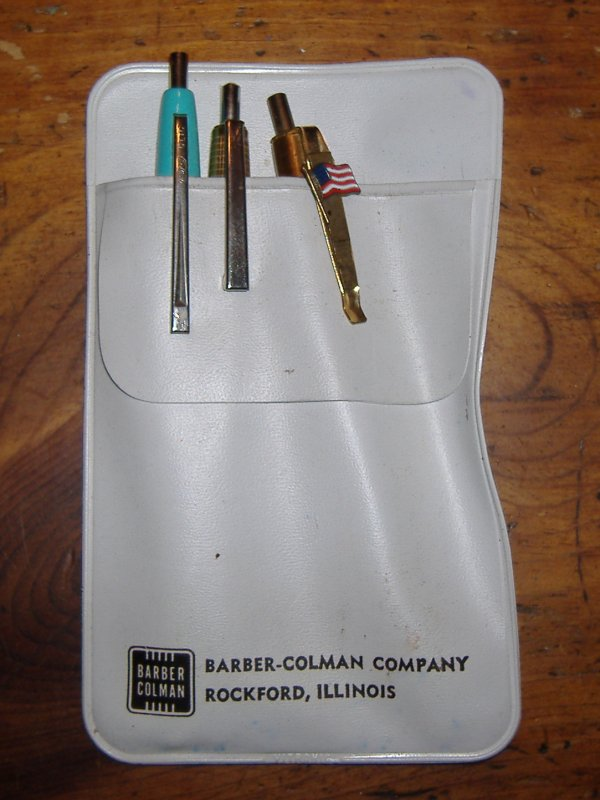
Карманный протектор напоминает чехол для фломастеров

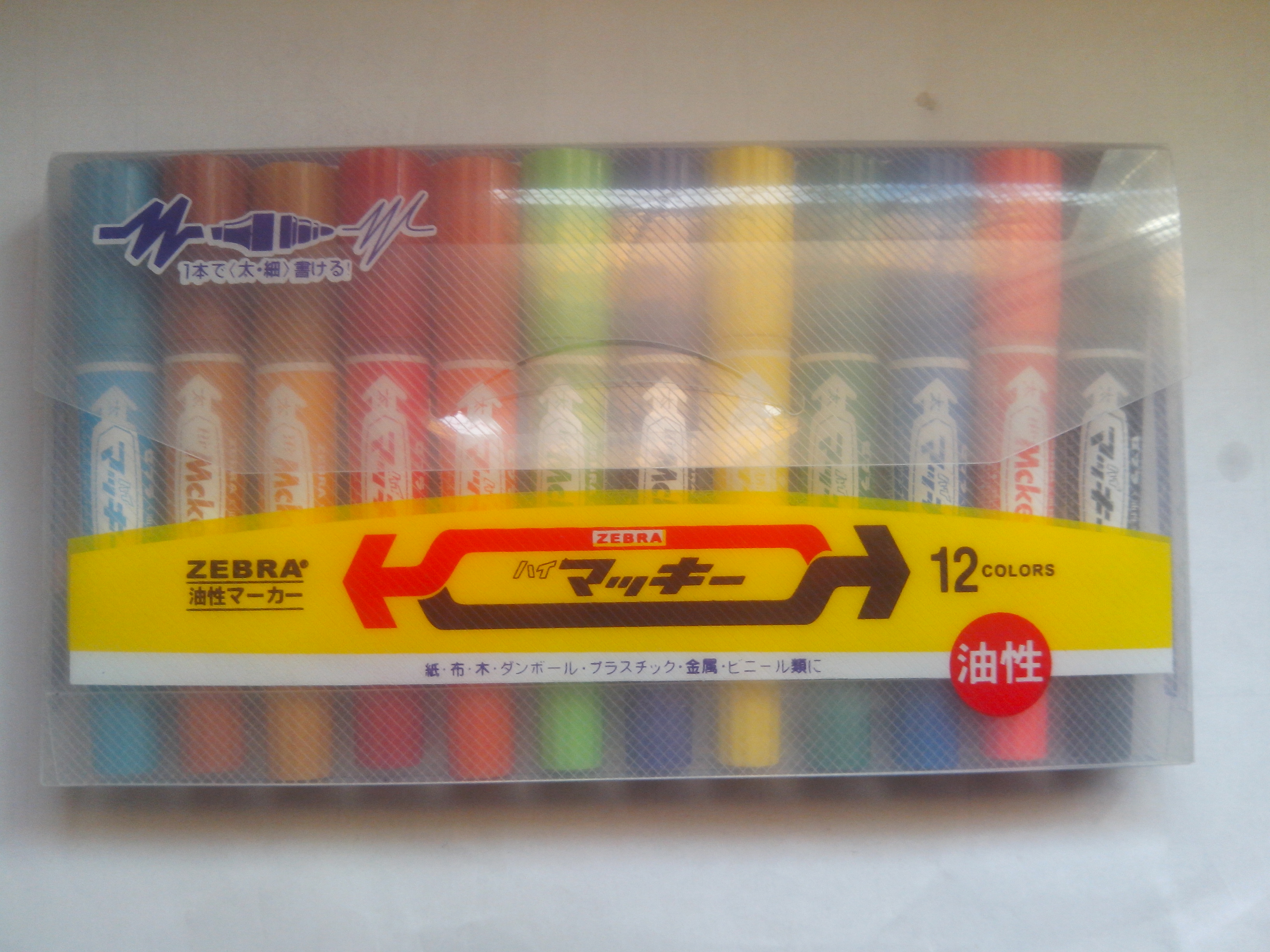
фломастеры в чехле

Карманный протектор (англ. pocket protector) — приспособление, предназначенное для защиты кармана рубашки от повреждения инструментом (линейка, маленькая отвёртка) или загрязнения от писчих предметов — карандаша, протёкшей ручки. Карманный протектор спроектирован плотно сидеть в кармане рубашки и часто имеет клапан для надёжного удержания.
Карманный протектор изобретён во время Второй мировой войны Харли Смитом (Hurley Smith), когда он работал в Буффало, Нью Йорк. Конструкция защищена патентом (патент US 2417786) 18 марта 1947 года.
Конкурирующее изобретение сделано Герсоном Страсбергом (Gerson Strassberg), пластиковым магнатом из Лонг-Айленда около 1952 года. Страсберг работал над пластиковыми обложками для сберкнижек. В один из дней он положил обложку в карман во время телефонного звонка и затем обнаружил, что это может быть неплохим продуктом.
Изначально карманные протекторы изготавливались из ПВХ плёнки, позиционируясь корпорациям как брендированный промо-материал. Позднее они появились как ширпотребные изделия для студентов, инженеров (чаще механиков) и офисных клерков.
В американской культуре данный аксессуар считается стереотипным элементом одежды нерда (ближайшее русскоязычное понятие «ботаник»).